# Тијана Чуровић
Тијана Младеновић Чуровић (Београд, 12. фебруар 1980) српска је глумица. Имала је значајне улоге у серијама као што су Стижу долари, Мој рођак са села, Рањени орао, Певај, брате!, Бележница професора Мишковића.

## Биографија
Тијана Чуровић је рођена 12. фебруара 1980. године у Београду. Након што је завршила XIV београдску гимназију, уписала је Правни факултет у Београду, а у то време је и започела своју глумачку каријеру, учествовавши у представама омладинског позоришта ДАДОВ. Касније, када је већина чланова позоришта, из њене генерације, кренула на пријемни испит Факултета драмских уметности у Београду, придружила им се по њиховом наговору. Ушла је у ужи избор и пала, што ју је мотивисало да настави глумачку каријеру. Касније, 2000. године је уписала Академију уметности у Београду где је била један од најбољих студената. Дипломирала je 2004. године у класи Феђе Стојановића, Тихомира Арсића и Михаила Вукобратовића.
Већ на трећој години студија добија главну улогу у серији РТС-а Стижу долари. Исте године добија и улогу у једној од најзначајнијих, култних представа Југословенског драмског позоришта Хадерсфилд, са којом осваја разне награде за најбољу представу на многобројним фестивалима за најбољу представу, укључујући фестивале у Новом Саду, Ужицу, Младеновцу, Брчку, Добоју, Бању Луци, Будви. Три Стеријине награде и четири Ардалиона за најбољу представу. Представу је режирала Алeкс Чисхолм (енгл. Alex Chisholm), док је текст писао Угљеша Шајтинац. Представа је остварена у сарадњи са Британским саветом. У њој су играли: Небојша Глоговац, Војин Ћетковић, Јосиф Татић, Миша Јанкетић, Жарко Лаусевић, Горан Шушљик, Тијана Чуровић и  Дамјан Кецојевић. На репертоару је од 2003. године и играна је све до смрти Небојше Глоговца.
Играла је на свим позоришним сценама и сарађује са свим позориштима и установама културе широм земље и региона. Имала је успешне турнеје по Европи, Канади, Америци где су представе освале бројне награде и играла је на свим значајним сценама широм света као што су Амерички културни центар, Беч, Чикаго, Њујорк, Вашингтон, Бостон, Торонто, Киченер, Виндсор и многи други.
Писала је текстове за дечије позоришне представе које је и режирала. Водила је више школа глуме, дикције, јавног наступа, сценског говора како за децу, тако и за одрасле. Од школских дана побеђивала је на више рецитаторских такмичења од општинског до градског и републичког. Била је чланица жирија за више рецитаторских такмичења, филмских награда, као и чланица уметничког жирија за одабир представа које ће учествовати на разним фестивалима по читавом региону. Од 2007. године је чланица Удружења драмских уметника Србије. У школи Први кораци предаје глуму и глуму пред камером. Ангажована је као стручни сарадник за унапређење културе у Центру за културу Влада Дивљан.
Играла је у рекламама и била заштитно лице Фруктал сокова још као дете. Заштитно је лице младог сира President и сокова Hello. Бави се синхронизацијом за студио Голд диги нет. Водила је две успешне емисије: на Домаћине ожени се (РТВ Првa) и Тренутак из сна (РТВ Пинк).
Члан је Позоришта „Бошко Буха”.
На изборима 2020. године изабрана је за одборника Скупштине Градске општине Палилула као кандидат Српске напредне странке.

## Филмографија
| Год.       | Назив                         | Улога                     |
| ---------- | ----------------------------- | ------------------------- |
| 2000-е     |                               |                           |
| 2003.      | Казнени простор               | Јовина учeница Тина       |
| 2002—2003. | Лисице                        | клинка                    |
| 2005.      | Леле, бато                    | водитељка                 |
| 2004—2006. | Стижу долари                  | Марина Крстић             |
| 2007.      | Вратиће се роде               | плавуша                   |
| 2007.      | Тегла пуна ваздуха            | Мира                      |
| 2007.      | Мајка шуме                    | Вила Мама Падури          |
| 2007.      | Школски магазин               | Учитељица                 |
| 2008.      | Песничке ведрине "Крв у води" | Кнегиња                   |
| 2008.      | Идеалне везе                  | Вера                      |
| 2008.      | Верујте, али не претерујте    | учитељица Лула            |
| 2007—2008. | Заустави време                | Анђела Крстић             |
| 2008—2009. | Рањени орао                   | Злата                     |
| 2009—2010. | Грех њене мајке               | Дуња                      |
| 2009—2011. | Мој рођак са села             | архитекта Маја            |
| 2010-е     |                               |                           |
| 2011.      | Игра истине                   | Маја                      |
| 2011—2012. | Цват липе на Балкану          | Бека Арсенијевић          |
| 2011—2012. | Певај, брате!                 | Ивана                     |
| 2015.      | Једне летње ноћи              | Марија Јаковљевић         |
| 2016.      | Фазони и форе                 | Више улога                |
| 2017.      | Рачун                         | Нина                      |
| 2017.      | Мамини синови                 | Ана                       |
| 2019.      | Шифра Деспот                  | шефица велнеса            |
| 2019—2022. | Јунаци нашег доба             | Марина Пантић             |
| 2020-е     |                               |                           |
| 2020.      | Случај породице Бошковић      | Гоца                      |
| 2021.      | Бележница професора Мишковића | млада Јелисавета Мишковић |
| 2022.      | Вучје бобице                  | мајка Исидора             |
| 2022.      | У клинчу                      | Лејди Александра          |
| 2022.      | Авионџије                     | Ева Тица                  |
| 2022.      | Бележница 2                   | млада Јелисавета Мишковић |
| 2022.      | Лако је Ралету                | Лидија Терзић             |

## Позоришне улоге
| Представа            | Позориште          | Улога          |
| -------------------- | ------------------ | -------------- |
| Хардесфилд           | ЈДП                | Милица         |
| Брод за лутке        | ЈДП                | Марица         |
| Кандид (оптимизам)   | ЈДП                | Невеста Дениза |
| Half Life            | Атеље 212          | Мила           |
| Брод љубави          | Звездара театар    | Јана           |
| Трамвај звани жеља   | Никшићко позориште | Стела          |
| Претис лонац         | Никшићко позориште | Катарина       |
| Велики фајронт       | Битеф театар       | Марија         |
| Casa Novak           | Вук театар         | Ана            |
| Трамвај звани самоћа | Вук театар         | Брана          |
| Sex bomb             | Позориште Славија  | Лела           |
| Трезнилиште          | Вук театар         | Нина Петровина |

## Улоге у синхронизацијама
| Година | Наслов         | Улога    |
| ------ | -------------- | -------- |
| 2017.  | Тинејџ вештица | Миа Блек |